# Gushan (köpinghuvudort i Kina, Jiangsu Sheng, lat 32,07, long 120,30)
Gushan är en köpinghuvudort i Kina. Den ligger i provinsen Jiangsu, i den östra delen av landet, omkring 140 kilometer öster om provinshuvudstaden Nanjing. Antalet invånare är 34 399. Befolkningen består av 17 200 kvinnor och 17 199 män. Barn under 15 år utgör 7,0 %, vuxna 15-64 år 73 %, och äldre över 65 år 18,0 %.
Runt Gushan är det mycket tätbefolkat, med 1 056 invånare per kvadratkilometer. Närmaste större samhälle är Jingang, 15,6 km sydost om Gushan. Trakten runt Gushan består till största delen av jordbruksmark.
Genomsnittlig årsnederbörd är 1 307 millimeter. Den regnigaste månaden är juli, med i genomsnitt 264 mm nederbörd, och den torraste är januari, med 34 mm nederbörd.